# 杜圖瓦-哈特雷彗星
杜圖瓦-哈特雷彗星（79P/du Toit–Hartley）是一顆週期彗星，目前分裂為兩塊碎片，軌道周期為5.06年。2023年9月，杜圖瓦-哈特雷彗星再次到達近日點，預計視星等只會達到18等左右。從2023年2月到2024年6月，彗星與太陽的夾角將小於90度。2024年5月26日，彗星將距離太陽和地球 2.7 天文單位。

## 觀測
1945年4月9日，丹尼爾·杜·圖瓦在南非布隆方丹博伊登天文台（當時由哈佛大學管理）發現杜圖瓦-哈特雷彗星，亮度為視星等10等。
由於軌道計算的不確定性，這顆彗星失踪了，直到1982年被位於澳大利亞賽丁泉天文台英國施密特望遠鏡組的馬爾科姆·哈特雷重新發現，當時發現它已分裂成兩塊碎片，可能發生在1976年。兩塊碎片的亮度均為17等。
該彗星於1987年被天文學家觀測到，但1992年回歸被忽略。2003年3月4日，烏拉圭洛斯莫利諾斯天文台天文學家重新發現了杜圖瓦-哈特雷彗星，其亮度為17等。